# Seschemnefer II.
Seschemnefer II. (auch Seschemnofer II.) ist der Name eines altägyptischen Beamten der mittleren 5. Dynastie zur Zeit des Alten Reiches. Er ist von seiner Mastaba (G 5080) in Gizeh bekannt, deren Kultkapelle dekoriert ist und Informationen zu seiner Person liefert. Seine wichtigsten Titel am Ende seiner Karriere waren Vorsteher aller Arbeiten des Königs und Vorsteher der Schreiber der königlichen Dokumente. Er war damit ein hoher Hofbeamter.
Die Person seines Vaters ist unsicher. Wahrscheinlich war es Seschemnefer I., dessen Gemahlin jedoch einen anderen Namen als die Mutter von Seschemnefer II. trägt. In Seschemnefers II. Grabkapelle werden verschiedene weitere Familienmitglieder genannt. Seine Mutter war eine Meretites, seine Gemahlin Henutsen. Seine Söhne hießen Pehenptah, Negerhetepre, Rawer, Zetju und Seschemnefer (III.), seine Töchter Meretites und Nedjetempet. Seschemnefer III. sollte auch eine Karriere am Königshof machen und wurde Wesir.
Bei seiner Mastaba handelt es sich um einen großen, rechteckigen Steinbau mit einer Kapelle an der Südost-Seite. Die Wände der Kapelle sind mit flachem Relief dekoriert und zeigen, wie Seschemnefer II. und seine Familie Opfer erhalten. Die Grabanlage wurde von George Andrew Reisner ausgegraben, aber erst 2002 von Naguib Kanawati wissenschaftlich publiziert.